# OKK Borac
O Omladinski košarkaški klub Borac, conhecido também apenas como Borac Banja Luka, é um clube de basquetebol baseado em Banja Luka, Bósnia e Herzegovina que atualmente disputa a Liga Bósnia. Manda seus jogos na Pavilhão Esportivo Borik com capacidade para 3.060 espectadores.

## Histórico de Temporadas
| Temporada | Nível | Liga  | Pos. | J | PL | Resultado | Copa da Bósnia | Competições internacionais |
| --------- | ----- | ----- | ---- | - | -- | --------- | -------------- | -------------------------- |
| 2014-15   | 3     | LRS   | 3    |   |    |           |                | -                          |
| 2015-16   | 3     | LRS   | 7    |   |    |           |                |                            |
| 2016-17   | 3     | LRS   | 8    |   |    |           |                |                            |
| 2017-18   | 3     | LRS   | 3    |   |    |           |                |                            |
| 2018-19   | 3     | LRS   | 1    |   |    |           |                |                            |
| 2019-20   | 3     | LRS   | 1    |   |    |           |                |                            |
| 2020-21   | 1     | PLBiH |      |   |    |           |                | R Liga Adriática 2ª Div QF |

fonte:eurobasket.com

## Títulos
Liga bósnia
Campeões (1): 2000
Liga da República Sérvia
Campeões (8): 94, 95, 96, 97, 98, 99, 02, 07